# Archie Hunter
Pour les articles homonymes, voir Hunter.
Archibald Hunter, dit Archie Hunter, né le 23 septembre 1859 à Joppa, South Ayrshire (en) et mort le 29 novembre 1894 , est un footballeur écossais.
Cet attaquant apparaît en 1998 dans la liste des Football League 100 Legends (en), récompensant cent joueurs ayant marqué l'histoire du championnat d'Angleterre de football.

## Biographie
Archie Hunter commence sa carrière en Écosse dans les clubs de Third Lanark et Ayr Thistle (en). En août 1878, il signe à Aston Villa FC, un club anglais formé quatre ans auparavant, où le retrouve son frère Andy (en), qui marque le premier but de l'histoire du club en FA Cup.
Il y évolue treize saisons, dont les trois dernières en Football League, le championnat professionnel anglais lancé en 1888. Il en dispute 73 matchs et marque 42 buts. Devenu capitaine, il remporte la première FA Cup de l'histoire du club en 1887, après avoir marqué à chaque tour de la compétition.
Bien qu'étant considéré comme l'un des meilleurs joueurs de son temps, Hunter n'a jamais été sélectionné en équipe d'Écosse car évoluant en Angleterre (on parle alors d'Anglo-Scots), ce qui était interdit par la Scottish Football Association.
Lors d'un match de championnat contre Everton en 1890, Hunter subit une attaque cardiaque et s'évanouit. Il ne jouera plus et meurt à 35 ans. Son frère Andy était mort en 1888, à 24 ans, pour la même raison.

## Carrière
- Ayr Thistle
- 1878-1890 :  Aston Villa FC